# Lichanura
Lichanura är ett släkte i familjen boaormar med två arter som förekommer i Nordamerika.
Några exemplar når en längd av en meter med de flesta blir inte lika långa. Utbredningsområdet ligger i sydvästra USA och nordvästra Mexiko. Habitatet utgörs av klippiga öknar med glest fördelad växtlighet samt av torra buskskogar. Honor lägger inga ägg utan föder levande ungar.
Arter enligt The Reptile Database:
- Rosenboa (Lichanura trivirgata)
- Lichanura orcutti, endast i Kalifornien och Arizona

I äldre verk listas rosenboan i olika andra släkten, bland annat i släktet Charina.